# Чапаевка (Челябинская область)
Чапаевка — деревня в Аргаяшском районе Челябинской области. Входит в состав Камышевского сельского поселения.

## География
Деревня связана грунтовыми дорогами с соседними населёнными пунктами. Расстояние до районного центра, села Аргаяш, 17 км, до центра сельского поселения деревни Камышевка — 7 км.

## Население
| 2002 | 2010 |
| ---- | ---- |
| 260  | ↘235 |

(в 1959—306, в 1967—457, в 1970—474, в 1983—297, в 1995—319, в 2015 — 3070)

## История
Деревня основана в 1957 при Чапаевском отделении совхоза «Аргаяшский». Близ деревни действует карьер по добыче облицовочного камня.

## Улицы
- Береговая улица
- Улица Дружбы
- Лесная улица
- Новая улица
- Улица Труда
- Центральная улица

## Инфраструктура
- Школа
- ФАП